# Mostra internazionale di musica leggera 1967
La terza edizione della Mostra internazionale di musica leggera si tenne a Venezia nel luglio 1967.
Fu la prima delle tre edizioni consecutive presentate da Mike Bongiorno e Aba Cercato.
Vincitore della Gondola d'Oro fu Fausto Leali con la canzone A chi, mentre la Gondola d'Argento se l'aggiudicò Al Bano con la canzone Nel sole. Nella categoria Nuove proposte, in seconda posizione si classificò Claudio Lippi con il brano Sì, Maria.

## Partecipanti
- Fausto Leali con A chi/Senza di te - "Gondola d'Oro"
- Caterina Caselli con Sono bugiarda/Incubo N. 4
- Gigliola Cinquetti con La rosa nera/Una storia d'amore
- Milva con Little man (Piccolo ragazzo)/Dipingi un mondo per me
- Sergio Endrigo con La tua assenza/Perché non dormi fratello?
- Giorgio Gaber con Snoopy contro il Barone Rosso/Sogno
- Orietta Berti con Ritornerà da me/Solo tu
- Michele con Quando parlo di te/Dite a Laura che l'amo
- Iva Zanicchi con Quel momento/Le montagne (Ci amiamo troppo)
- Ornella Vanoni con Ti saluto, ragazzo/Il mio posto qual è
- Claudio Villa con Angelica
- Sandie Shaw con La danza delle note
- The Rokes con Ricordo quand'ero bambino
- Françoise Hardy con I sentimenti
- Roberto Carlos con La donna di un amico mio
- Gene Pitney con Amico ascoltami
- Antoine con Cannella
- Udo Jürgens con Che vuoi che sia
- Lola Falana con Scrivimi il tuo nome
- Alain Barrière con Va', è meglio se attendi
- Al Bano con Nel sole - "Gondola d'Argento"
- Claudio Lippi con Sì, Maria - 2º classificato
- Marisa Sannia con Sarai fiero di me
- Umberto con Gioventù
- Gianni Mascolo con Noi
- Piergiorgio Farina con L'amore è come il sole
- Anna Marchetti con Gira finché vuoi
- La Ragazza 77 con Il Beat cos'è
- Evy con Io non so quello che ho
- Emanuela Tinti con Se tu, improvvisamente...